# 振幅

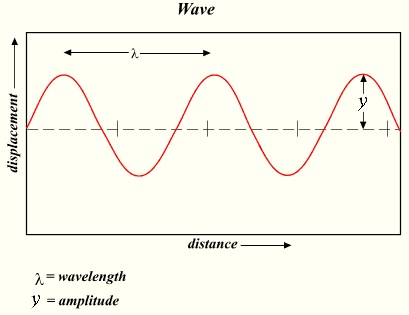
変位量の最大値 y が波の振幅である（λは波長）。

振幅（しんぷく、英語：amplitude）とは、波動の振動の大きさを表す非負のスカラー量である。波の1周期間での媒質内における最大変位量の絶対値で表される。
時としてこの距離は「最大振幅」と呼ばれ、他の振幅の概念とは区別される。特に電気工学で使用される二乗平均平方根 (RMS) 振幅がそれにあたる。最大振幅は、正弦波、矩形波、三角波といった相対的、周期的なはっきりした波動に使用される。1方向への周期的なパルスといった非相対的な波動では、最大振幅は曖昧になる。
非対称な波（一方向への周期的パルスなど）の場合には最大振幅は多義的となる。なぜなら、最大値と平均値との差をとるか、平均値と最小値との差をとるか、最大値と最小値との差の半分をとるか、によって得られる値が変わるためである。
複雑な波、特にノイズのように繰り返しのない信号の場合には、RMS振幅が一般に用いられる。一意に求まり、物理的意味を持つ量だからである。例えば、音や電磁波や電気信号として伝えられる仕事率の平均は、RMS振幅の2乗に比例する（最大振幅の平方根には一般的には比例しない）。
振幅を形式化するいくつかの方法が存在する。
簡単な1次元波動方程式について、その特殊解を正弦波とすると、
{\displaystyle x=A\sin \left(\omega \left[t-K\right]\right)+b\ ,}
この場合、{\displaystyle A}が波動の振幅である。なお、その他は次のような意味を持つ。
- {\displaystyle x}: 波動
- {\displaystyle \omega }: 角周波数または角振動数
- {\displaystyle t}: 時間
- {\displaystyle K}, {\displaystyle b}: それぞれ時間と変位のオフセットを表す任意定数

振幅の構成単位は波動の種類によって異なる。
弦の振動 (en:vibrating string) による波や、水などの媒質を伝わる波の場合、振幅とは変位である。
音波や音響信号では、振幅は便宜上音圧を指す。ただし粒子の移動（空気やスピーカーの振動板の動き）の振幅を指すこともある。振幅の常用対数を取ったものはデシベル (dB) と呼ばれ、振幅0の場合には -∞ dB となる。en:Loudnessは振幅に関連があり、通常の音はindependently of amplitudeとして認識されるものの強度は音に関する最も分かり易い量である。
電磁放射では、振幅は波動の電場と対応する。振幅の2乗は波動の強度に比例する。
振幅は、連続波 (en:continuous wave) の場合は一定であり、一般には時刻と位置によって変化する。振幅の変化の形はエンベロープ (en:Envelope (waves)) と呼ばれる。

## 複素振幅
振動や波動を複素表示した場合、時間を含まない部分を複素振幅という。
例えば {\displaystyle z} 方向に進行する電場が
{\displaystyle E={\rm {Re}}\left\{E_{0}\exp \left\{{\rm {i}}(kz-\omega t+\delta )\right\}\right\}}
と表される場合、複素振幅は
{\displaystyle E_{0}\exp \left\{{\rm {i}}(kz+\delta )\right\}}
である。